# Swalcliffe
Swalcliffe – wieś w Anglii, w hrabstwie Oxfordshire, w dystrykcie Cherwell. Leży 35 km na północny zachód od Oksfordu i 109 km na północny zachód od Londynu. W 2001 miejscowość liczyła 237 mieszkańców.